# Hisataka Okamoto
Hisataka Okamoto (岡本 久敬 Okamoto Hisataka?,  nacido el 14 de diciembre de 1933) es un exfutbolista japonés que se desempeñaba como delantero.
En 1955, Okamoto jugó 5 veces para la selección de fútbol de Japón.

## Trayectoria

### Clubes
| Club    | País  | Año  |
| ------- | ----- | ---- |
| Hitachi | Japón | ???? |

### Selección nacional
| Selección | País  | Año  |
| --------- | ----- | ---- |
| Absoluta  | Japón | 1955 |

## Estadística de equipo nacional
| Selección de Japón | Selección de Japón | Selección de Japón |
| Año                | Part.              | Goles              |
| ------------------ | ------------------ | ------------------ |
| 1955               | 5                  | 0                  |
| Total              | 5                  | 0                  |

## Palmarés

### Títulos nacionales
| Título             | Club          | País  | Año  |
| ------------------ | ------------- | ----- | ---- |
| Copa del Emperador | Kwangaku Club | Japón | 1953 |
| Copa del Emperador | Kwangaku Club | Japón | 1955 |